# La cicogna bistrattata
La cicogna bistrattata o anche Arriva la cicogna (Stork Naked) è un cortometraggio del 1955 della serie Looney Tunes, diretto da Friz Freleng.

## Trama
Una cicogna ubriaca arriva a casa dei coniugi Duck con un neonato ma Daffy non vuole più figli e prende misure estreme per tenere lontana la cicogna.